# Stensvattnet
För andra betydelser, se Stensvattnet (olika betydelser).
Stensvattnet är en sjö i Bjurholms kommun i Ångermanland och ingår i Leduåns huvudavrinningsområde. Sjön har en area på 2,26 kvadratkilometer och ligger 263,1 meter över havet. Sjön avvattnas av vattendraget Leduån.
Stensvattnet i Bjurholms kommun är Leduåns stora källsjö. Sjön är 5 km lång och största djup är 23 m. I sjön finns ett bestånd av sik, som förr brukade fiskas med isnot.
Det finns ingen bosättning vid sjön. En kortvarig sådan förekom på udden Skatan i början av 1900-talet.
Vid Stensvattnets utlopp till Stensvattsbäcken uppförde år 1875 Olofsfors bruk en fördämning i syfte att reglera vattenföringen i Leduåns nedre lopp.

## Delavrinningsområde
Stensvattnet ingår i delavrinningsområde (708724-165971) som SMHI kallar för Utloppet av Stensvattnet. Medelhöjden är 290 meter över havet och ytan är 13,43 kvadratkilometer. Räknas de 2 avrinningsområdena uppströms in blir den ackumulerade arean 22,23 kvadratkilometer. Avrinningsområdets utflöde Leduån mynnar i havet. Avrinningsområdet består mestadels av skog (58 procent). Avrinningsområdet har 2,33 kvadratkilometer vattenytor vilket ger det en sjöprocent på 17,4 procent.